# اتصالات چوب‌کاری
اتصال بخشی از چوب‌کاری است که شامل متصل‌کردن قطعات چوب، برای تولید وسایل پیچیده‌تر است. در بعضی پیوندهای چوبی از محکم‌کننده، چسب یا بست استفاده می‌شود و در برخی، فقط عناصر چوبی به‌کار می‌رود.

## اتصال‌ها

### اتصال‌های چوب‌کاری سنتی
- اتصال فارسی: هر دو قطعه با زاویه ۴۵درجه برش می‌خورند.
- اتصال قلیف